# Michalovy Hory
Michalovy Hory jsou vesnice, část městyse Chodová Planá v okrese Tachov v Plzeňském kraji. Nachází se asi čtyři kilometry východně od Chodové Plané. Prochází zde silnice II/198. Michalovy Hory jsou také název katastrálního území o rozloze 1,82 km².

## Historie
Roku 1506 se připomíná hornická osada Michaelsberg, která byla povýšena roku 1593 na horní městečko a roku 1853 na město. Název pochází od kaple svatého Michaela archanděla. Z roku 1437 pochází první písemná zmínka o hornickém revíru, který Zikmund Lucemburský udělil Kašparu Šlikovi. Dolovalo se stříbro, jako vedlejší rudy zlato, antimon a další přibližně ve 20 dolech. K poklesu těžby došlo po odchodu protestantských německých horníků po bitvě na Bílé hoře. V 17. století se v okolí lámal vápenec. K ukončení hornické činnosti došlo v první polovině 19. století. K dalšímu odsunu německých obyvatel došlo po roce 1945 a od 60. let docházelo k demolici opuštěných domů, většina stávajících domů je využívána pro rekreační účely.

## Obyvatelstvo
| Rok            | 1869 | 1880 | 1890 | 1900 | 1910 | 1921 | 1930 | 1950 | 1961 | 1970 | 1980 | 1991 | 2001 | 2011 | 2021 |
| -------------- | ---- | ---- | ---- | ---- | ---- | ---- | ---- | ---- | ---- | ---- | ---- | ---- | ---- | ---- | ---- |
| Počet obyvatel | 927  | 923  | 853  | 819  | 776  | 769  | 724  | 80   | 200  | 153  | 85   | 47   | 70   | 79   | 81   |
| Počet domů     | 162  | 153  | 144  | 143  | 143  | 142  | 153  | 115  | 45   | 41   | 26   | 39   | 39   | 45   | 46   |

## Obecní správa
Při sčítání lidu v letech 1850–1979 byly Michalovy Hory samostatnou obcí v okrese Planá, v roce 1950 v okrese Mariánské Lázně a od roku 1960 v okrese Tachov. Od 1. ledna 1980 je částí obce Chodský Újezd v okrese Tachov. V letech 1961–1979 k obci patřily Boněnov a Hostíčkov.

## Pamětihodnosti
- Kostel archanděla Michaela, který stojí na místě původní kaple, byl postaven kolem roku 1590. Současná podoba pochází z konce 17. století. Je jednolodní s trojboce uzavřeným presbytářem s čtvercovou sakristií po severní straně a hranolovou věží v západním průčelí.[4]
- Socha svatého Antonína Paduánského
- Socha svatého Josefa (původní socha zmizela po r. 2000, dnes nahrazena kopií z umělého kamene[8])
- Radnice čp. 61 - pozdně barokní stavba na půdorysu "U"[4]

Všechny čtyři uvedené pamětihodnosti jsou památkově chráněny

## Další fotografie

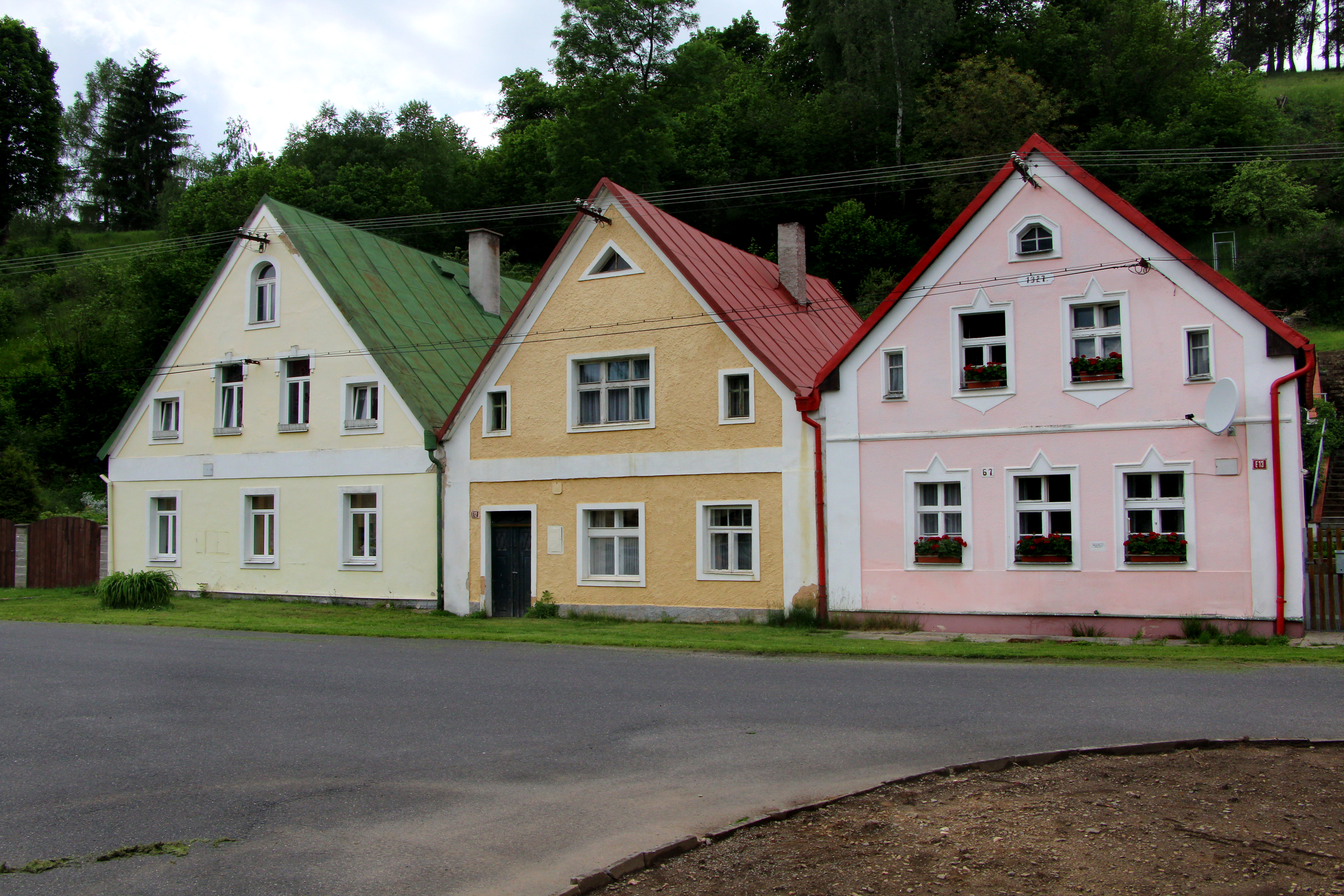
Domky na návsi
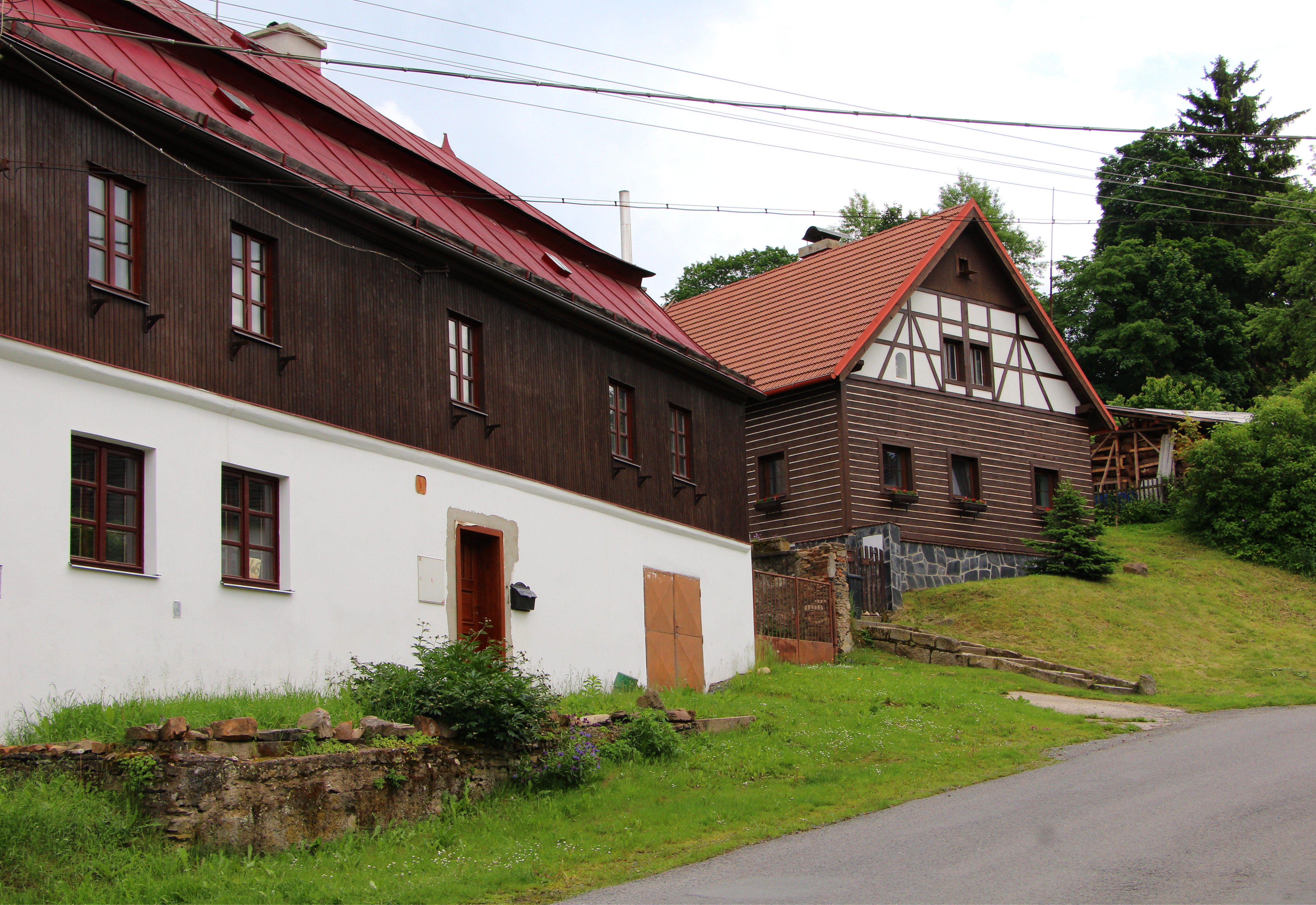
Dům čp. 146
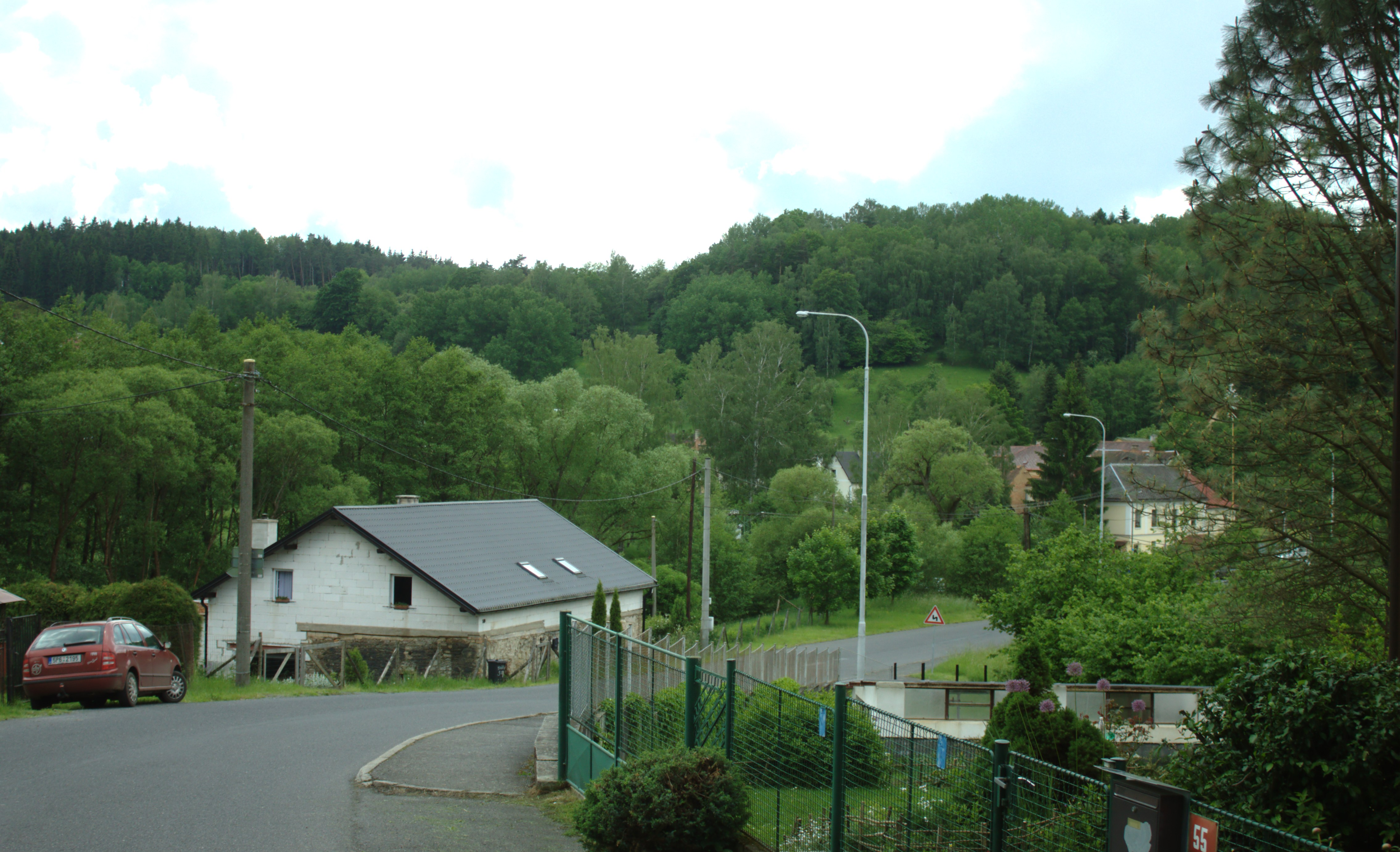
Hlavní silnice
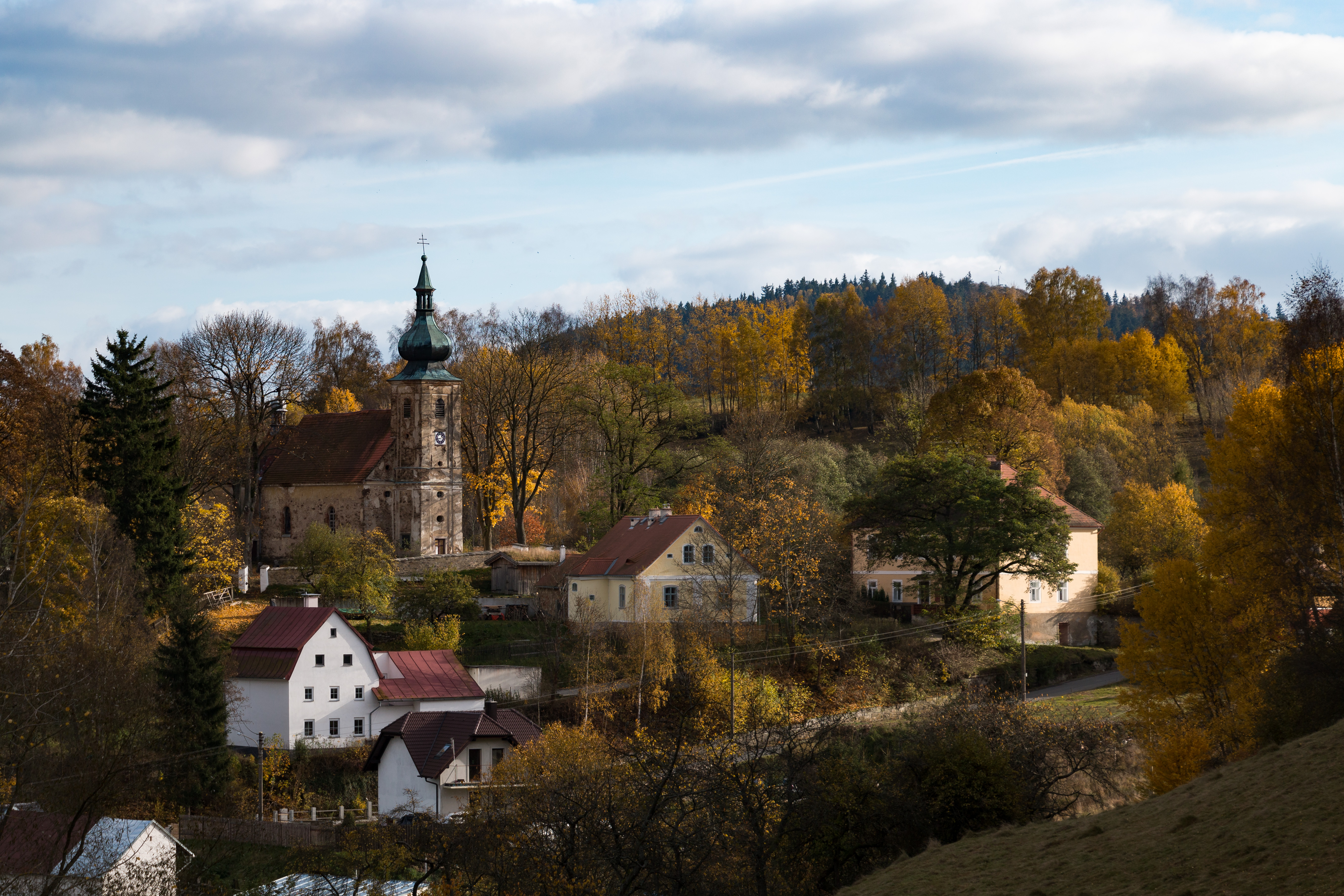
Kostel
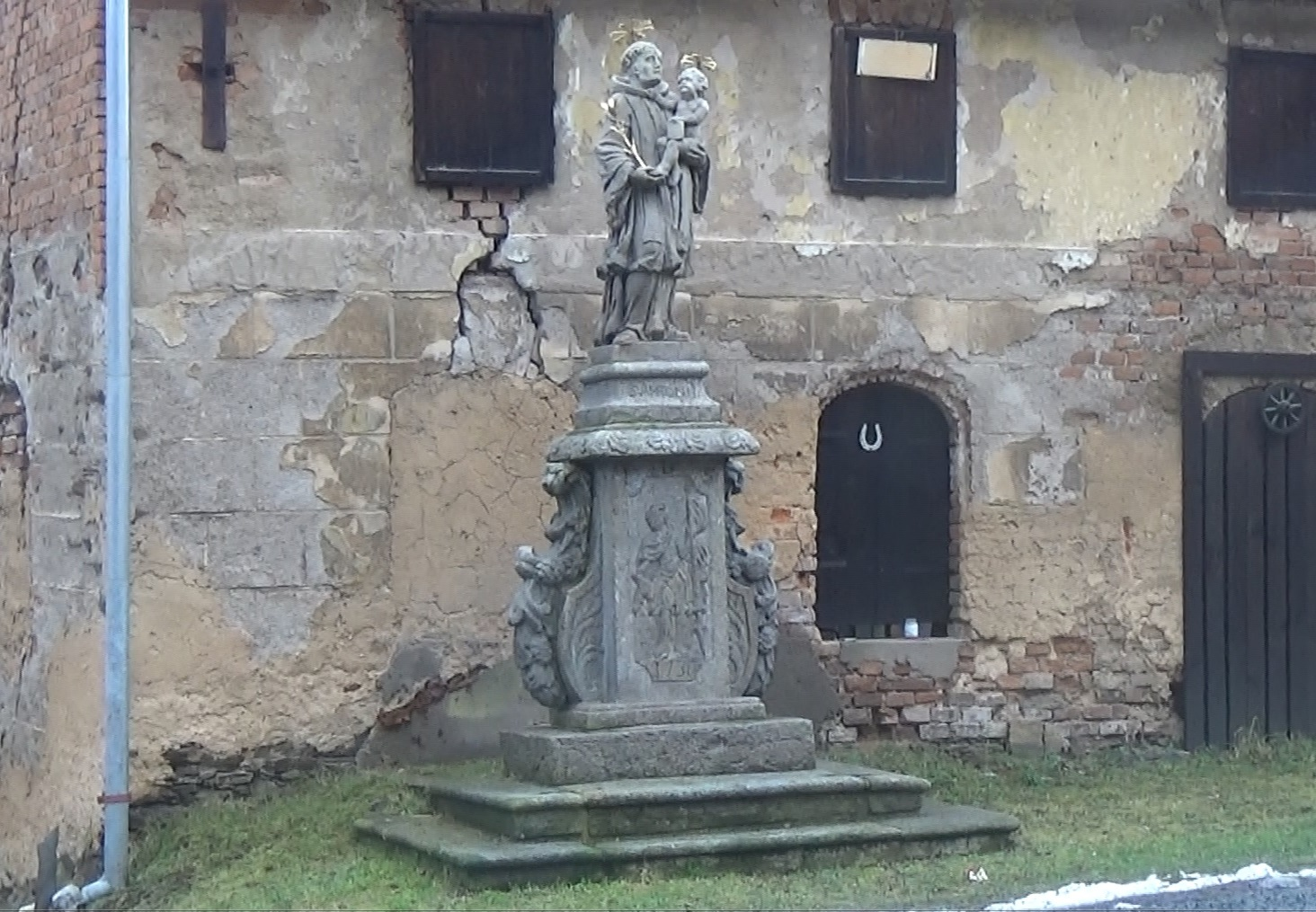
socha sv. Antonína